# Джек-потрошитель (фильм, 1988)
«Джек-потрошитель» (англ. Jack the Ripper) — телефильм 1988 года совместного производства США и Великобритании, снятый по заказу телеканалов CBS и ITV.

## Сюжет
Вторая половина 1888 года. Серийный убийца по прозвищу Джек Потрошитель терроризирует лондонский Ист-Энд, убивая проституток. Инспектор Фредерик Абберлайн, которому поручено расследование, вскоре понимает, что это не простые убийства. Среди подозреваемых появляются: американский театральный актёр, хирург, кучер из Ист-Энда и даже внук королевы Виктории…

## В ролях
- Майкл Кейн — главный инспектор Фредерик Абберлайн
- Арманд Ассанте — Ричард Мэнсфилд
- Рей Макэнэлли — сэр Уильям Галл
- Льюис Коллинз — сержант Джордж Гадли
- Кен Боунс — Роберт Джеймс Лис
- Сьюзан Джордж — Кейт Эддоуз
- Джейн Сеймур — Эмма Прентисс
- Гарри Эндрюс — коронер Уинн Бакстер
- Лизетт Энтони — Мэри Джейн Келли
- Хью Фрейзер — Чарльз Уоррен
- Майкл Хьюз — доктор Ллевеллин

## Награды и номинации

### Награды
- 1989 — Золотой глобус — Лучшая работа актёра в мини-сериале или телевизионном фильме — Майкл Кейн (вместе со Стейси Кичем в фильме «Хемингуэй»)
- 1989 — Эмми — Лучшая работа стилиста по прическам в мини-сериале или телевизионном фильме — Бетти Гласоу, Стиви Холл, Элейн Бауэрбэнк (за работу в первой серии)

### Номинации
- 1989 — Золотой глобус — Лучший мини-сериал или телефильм
- 1989 — Золотой глобус — Лучшая работа актёра второго плана в телесериале, мини-сериале или телевизионном фильме — Арманд Ассанте
- 1989 — Эмми — Лучшая работа актёра второго плана в мини-сериале или телевизионном фильме — Арманд Ассанте